# Terran 1
Die Terran 1 war eine zweistufige Trägerrakete des US-amerikanischen Herstellers Relativity Space. Zu einem Preis von 12 Millionen US-Dollar pro Flug sollte sie Nutzlasten bis zu einer Masse von etwa 1,2 Tonnen in eine erdnahe Umlaufbahn befördern können. Ein erster Testflug fand mit zweieinhalb Jahren Verspätung am 23. März 2023 statt, erreichte aber wegen einer Fehlfunktion des Zweitstufentriebwerks keine Erdumlaufbahn. Danach stellte Relativity das Projekt zugunsten der wesentlich größeren Terran-R-Rakete ein.

## Geschichte
Die Entwicklung der Terran 1 begann mit der Gründung von Relativity Space im Jahr 2015. 2017 trat das Unternehmen erstmals an die Öffentlichkeit. Im März 2018 vermeldete es einen lukrativen Vertragsabschluss mit der NASA, der für mindestens 20 Jahre die kostengünstige Nutzung einer Triebwerkstestanlage am John C. Stennis Space Center in Mississippi ermöglicht. Bis zu diesem Zeitpunkt sollen bereits 85 Testläufe von Prototypen des 3D-gedruckten Raketenmotors stattgefunden haben. Am Stennis Space Center soll auch die Raketenfertigung angesiedelt werden.
Anfang 2019 gab Relativity Space bekannt, dass für die Terran 1 eine Startanlage am Cape Canaveral Launch Complex 16 gebaut werden sollte. Im April 2019 vermeldete das Unternehmen seine ersten Kunden: Mehrere Starts seien für eine von Telesat geplante Satellitenkonstellation reserviert worden; zudem habe ein thailändisches Start-Up-Unternehmen einen Start im Jahr 2022 beauftragt. Weitere Aufträge folgten.
Nach mehreren kleineren Finanzierungsrunden konnte Relativity im Herbst 2020 500 Millionen US-Dollar an neuen Investorengeldern einwerben, eine Rekordsumme für ein Raketenbau-Start-up-Unternehmen.
Relativity wollte mit der Terran 1 insbesondere im Markt für Satellitenkonstellationen und militärische Anwendungen Fuß fassen. 2019 gab das das Unternehmen an, es wolle sich vorrangig auf die sich in Entwicklung befindliche, wesentlich größere und wiederverwendbare Terran R konzentrieren.
Ein erster Testflug fand mit zweieinhalb Jahren Verspätung im März 2023 statt, erreichte aber wegen einer Fehlfunktion des Zweitstufentriebwerks keine Erdumlaufbahn. Nach dem Fehlschlag wurde das Projekt eingestellt.

## Herstellverfahren
Im Gegensatz zu allen bisher eingesetzten Trägerraketen wurde die Terran 1 – einschließlich ihrer Motoren – im selektiven Laserschmelzverfahren (Metall-„3D-Druck“) gefertigt. Etwa 85 % der Bauteile sollten „gedruckt“ werden. Außerdem wurde ein hoher Automatisierungsgrad beim Zusammenbau angestrebt. Auf diese Weise sollten eine besonders schnelle und kostengünstige Fertigung und kurze Entwicklungszyklen erreicht werden. Durch den 3D-Druck wurden 100-mal weniger Einzelteile benötigt, was eine Herstellung ausschließlich im Inland ermöglichte und die Terran 1 besonders attraktiv für das US-Militär machte.
Relativity Space betreibt einen selbst konstruierten, nach eigenen Angaben weltgrößten Metall-3D-Drucker namens Stargate sowie mehrere weitere Groß-3D-Drucker. Die verwendeten Legierungen sollen ebenfalls selbst entwickelt und besonders stabil sein.

## Aufbau und technische Daten
Die Terran 1 war als zweistufige Rakete ausgelegt. Ihre Motorenkonfiguration entsprach der einer SpaceX Falcon 9 oder Rocket Lab Electron: Die Erststufe wurde von neun identischen Atmosphärentriebwerken mit der Bezeichnung Aeon 1 angetrieben, von denen jedes einen Maximalschub von rund 113 kN entwickeln sollte. In der Zweitstufe kam eine Vakuumversion des Aeon 1 mit einem geplanten Höchstschub von 133 kN zum Einsatz. Als Treibstoff wurde Methan verwendet und als Oxidator Flüssigsauerstoff. Die geplante Transportkapazität gab der Hersteller mit 1250 kg in einen 185 Kilometer hohen Orbit an. Bei einem 500 km hohen sonnensynchronen Orbit (SSO) wurden bis zu 900 kg Nutzlast angestrebt, bei einem 1200-km-SSO 700 kg.

## Starts
Als Startplatz diente der Space Launch Complex 16 der Cape Canaveral Space Force Station in Florida. Zusätzlich war eine Startrampe an der US-Westküste in Planung.

### Erfolgte Starts
| Datum (UTC)         | Startplatz | Zweck                                                            | Orbit | Anmerkungen |
| ------------------- | ---------- | ---------------------------------------------------------------- | ----- | ----------- |
| 23. März 2023 03:25 | CC SLC-16  | Testflug ohne Nutzlast; Missionsbezeichnung: Good Luck, Have Fun | LEO   | Fehlschlag  |

### Ehemals geplante Starts
Durch Verzögerungen bei der Entwicklung der Rakete waren diese Startplanungen bereits vor Einstellung des Projekts veraltet. Ein Umbuchen der Missionen auf die Terran R war im Gespräch.
| Datum (UTC)     | Startplatz | Kunde / Nutzlast                 | Art der Nutzlast                             | Orbit |
| --------------- | ---------- | -------------------------------- | -------------------------------------------- | ----- |
| 3. Quartal 2021 | ?          | Spaceflight                      | mehrere Satelliten (Rideshare)               | LEO   |
| 2021            | ?          | Momentus                         | Raumschlepper und Satelliten                 |       |
| 2022            | ?          | mu Space                         | ?                                            | LEO   |
| 2022            | ?          | ELaNa/VCLS-2 Weitere Nutzlasten? | CubeSats Kleinsatelliten                     | SSO   |
| 2022            | CC/VSFB    | Trisept                          | mehrere Satelliten (Rideshare)               | LEO   |
| 2023            | ?          | Lockheed Martin                  | Weltraumbetankungstest                       | LEO   |
| 2023            | ?          | STP                              | militärische Technologieerprobungssatelliten |       |
| 2023–2030       | VSFB       | Iridium NEXT                     | Kommunikationssatellit                       | LEO   |
| ?               | ?          | Telesat                          | Kommunikationssatelliten (mehrere Starts)    | LEO   |

Spaceflight Industries und Momentus hatten Optionen auf weitere Terran-1-Starts erworben.

## Ähnliche Neuentwicklungen
Der US-Hersteller Firefly Aerospace entwickelte zur selben Zeit die Firefly Alpha, die mit bis zu 1000 kg LEO-Nutzlast eine ähnliche Transportkapazität aufweist. Ein weiterer US-Konkurrent ist ABL Space Systems mit der Rakete RS1. Sie soll 1350 kg transportieren können. Ähnliche Leistungsdaten weisen auch die bayerischen Raketenprojekte Spectrum und RFA One auf.